# Ferdinand III. Habsburški
Ferdinand III. Habsburški, od 1626 ogrski, od 1627 češki kralj in od leta 1637 cesar Svetega rimskega cesarstva,  * 13. julij 1608, Gradec, † 2. april 1657 Dunaj.
Sin Ferdinanda II. je po smrti bratov Karla (1603) in Janeza Karla (1619) postal očetov naslednik. Vzgojili so ga jezuiti.
Po smrti Walensteina je leta 1634 postal poveljnik cesarskih čet v tridesetletni vojni in je ob sodelovanju generalov Gallasa in Piccolominija zasedel Donauwörth in Regensburg ter po zmagi v bitki pri Nördlingenu iz južne Nemčije pregnal švedske čete. 30. decembra 1636 je bil kronan za rimsko-nemškega kralja, po smrti očeta pa 15. februarja 1637 za cesarja. Po francoskem napadu in vnovičnih švedskih uspehih je bil prisiljen podpisati premirje in začeti mirovna pogajanja, ki so se leta 1648 končala s podpisom vestfalskega miru. Po nepričakovani smrti starejšega sina Ferdinanda IV., ga je nasledil drugi sin Leopold I.